# Carmel (del av en befolkad plats)
Carmel är en del av en befolkad plats i Australien. Den ligger i kommunen Kalamunda och delstaten Western Australia, omkring 24 kilometer öster om delstatshuvudstaden Perth.
Runt Carmel är det ganska tätbefolkat, med 160 invånare per kvadratkilometer.. Närmaste större samhälle är Armadale, omkring 17 kilometer sydväst om Carmel.
I omgivningarna runt Carmel växer huvudsakligen savannskog. Genomsnittlig årsnederbörd är 951 millimeter. Den regnigaste månaden är september, med i genomsnitt 168 mm nederbörd, och den torraste är februari, med 12 mm nederbörd.